# Azuayia stigmatalis
Azuayia stigmatalis är en fjärilsart som beskrevs av Paul Dognin 1911. Azuayia stigmatalis ingår i släktet Azuayia och familjen mätare. Inga underarter finns listade i Catalogue of Life.